# Saint-Paul (Réunion)
Saint-Paul ist eine französische Gemeinde im Übersee-Département Réunion mit 106.220 Einwohnern (Stand: 1. Januar 2022).

## Geographie

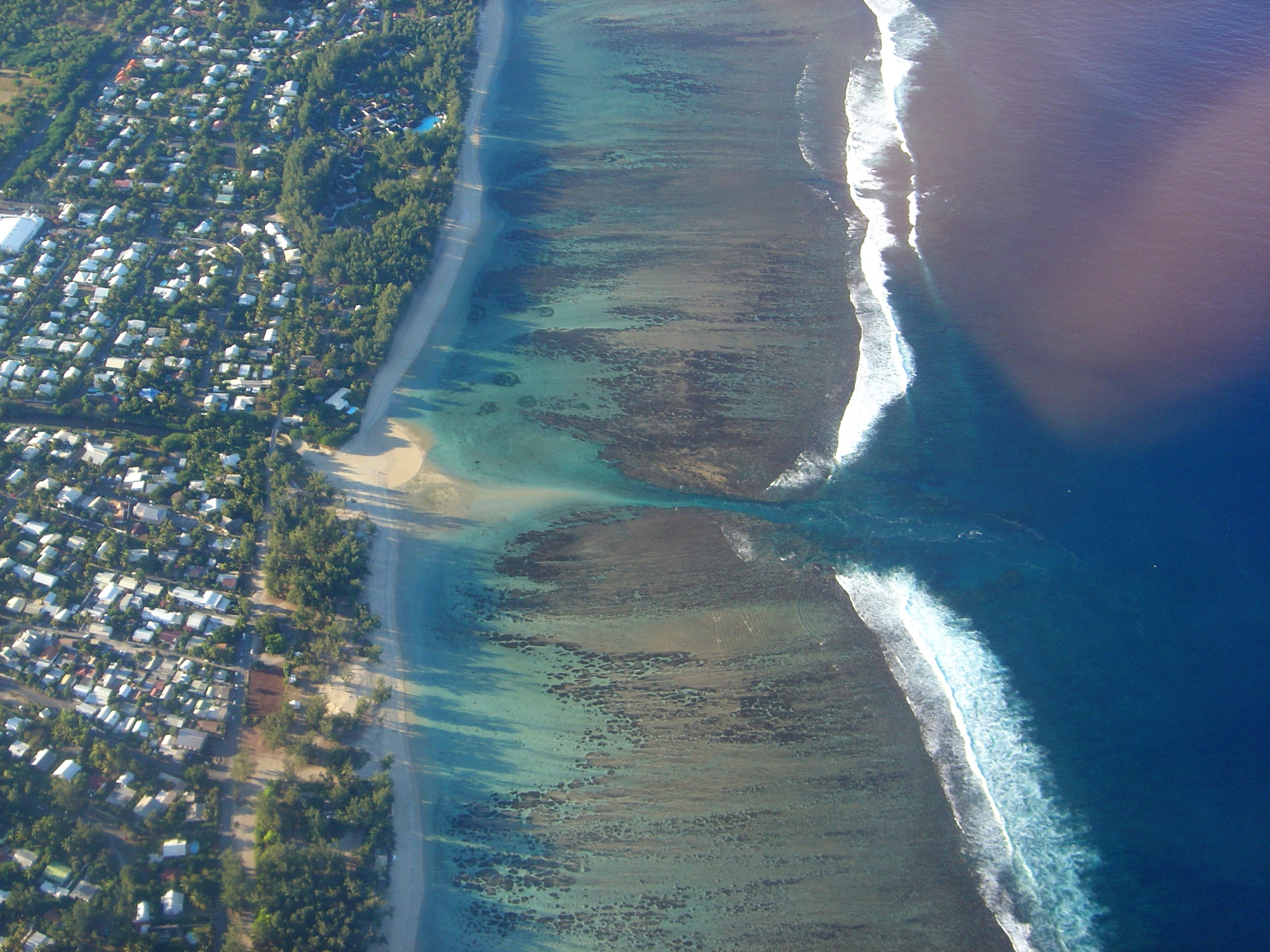
Lagune vom Ortsteil St.Gilles-les-Bains

Die Gemeinde befindet sich im Nordwesten der Insel. Sie grenzt an die Gemeinden Cilaos, Le Port, La Possession und Les Trois-Bassins.
In der Gemeinde befinden sich die Berge Gros Morne und Grand Bénare. Durch das Gemeindegebiet fließen unter anderem die in den Indischen Ozean mündenden Flüsse Ravine Saint-Gilles und Ravine de l’Ermitage.

### Klima
Die Temperaturen in der Gemeinde Saint-Paul reichen von trocken-heiß in den Küstengebieten (Zentrum von Saint-Paul, Boucan Canot, Saint-Gilles-les-Bains, L’Ermitage-les-Bains und La-Saline-Les-Bains), bis zu tropisch feucht-kühl in den Höhenlagen, besonders in den Ortsteilen Petite-France (Maïdo), Guillaume und Bellemène.
In den Ortsteilen an der Küste regnet es nur an ca. 40 Tagen im Jahr.
Der Temperaturspiegel gibt die Durchschnittstemperaturen an der Küste wieder:
|              | Jan. | Feb. | März | Apr. | Mai  | Juni |
| ------------ | ---- | ---- | ---- | ---- | ---- | ---- |
| Minimal (°C) | 24   | 24   | 24   | 23   | 21   | 19   |
| Maximal (°C) | 32   | 32   | 32   | 31   | 29   | 28   |
|              | Juli | Aug. | Sep. | Okt. | Nov. | Dez. |
| Minimal (°C) | 19   | 18   | 19   | 20   | 21   | 23   |
| Maximal (°C) | 27   | 27   | 27   | 29   | 30   | 31   |

## Geschichte
In der Gemeinde Saint-Paul liegt die Bucht, an der die Franzosen am 29. Juni 1642 im Zuge der zweiten Inbesitznahme der Maskarenen an Land gingen.
Am 10. November 1663 ging die Saint Charles bei Saint-Paul vor Anker, Réunion wurde eine Kolonie Frankreichs und damit die erste Niederlassung Frankreichs im Indischen Ozean.
Saint-Paul ist die älteste Gemeinde der Insel. Sie war bis 1738 auch deren Hauptort.
Am 21. September 1809 wurde Saint-Paul von den Briten erobert, die sich allerdings sehr bald zurückzogen.

### Bevölkerungsentwicklung
| 1961   | 1967   | 1974   | 1981   | 1990   | 1999   |
| ------ | ------ | ------ | ------ | ------ | ------ |
| 35 528 | 43 129 | 52 554 | 58 412 | 71 669 | 87 712 |

## Politik und Verwaltung
Saint-Paul ist Sitz der Unterpräfektur und damit Hauptort des Arrondissements Saint-Pauls. Die Gemeinde untergliederte sich bis 2015 sich in 5 Kantone (Saint-Paul-1, Saint-Paul-2, Saint-Paul-3, Saint-Paul-4, Saint-Paul-5), diese Kantone wurden 2015 zu drei Kantonen (Kanton Saint-Paul-1, Kanton Saint-Paul-2, Kanton Saint-Paul-3) neu zugeschnitten.

### Maires (Bürgermeister)
- 9. Juli 2021 - Emmanuel Séraphin

- 2020 – 8. Juli 2021: Huguette Bello, PLR (Pour la Réunion)
- 2014–2020: Joseph Sinimale (LR)
- 2008–2014: Huguette Belo, PCR
- 1999–2008: Alain Bénard, UMP
- 1994–1999: Joseph Sinimalé, diverse Rechte
- 1987–1994: Cassam Moussa, diverse Rechte
- 1977–1987: Paul Bénard, RPR

## Touristische Ausflugsziele
- Marktplatz

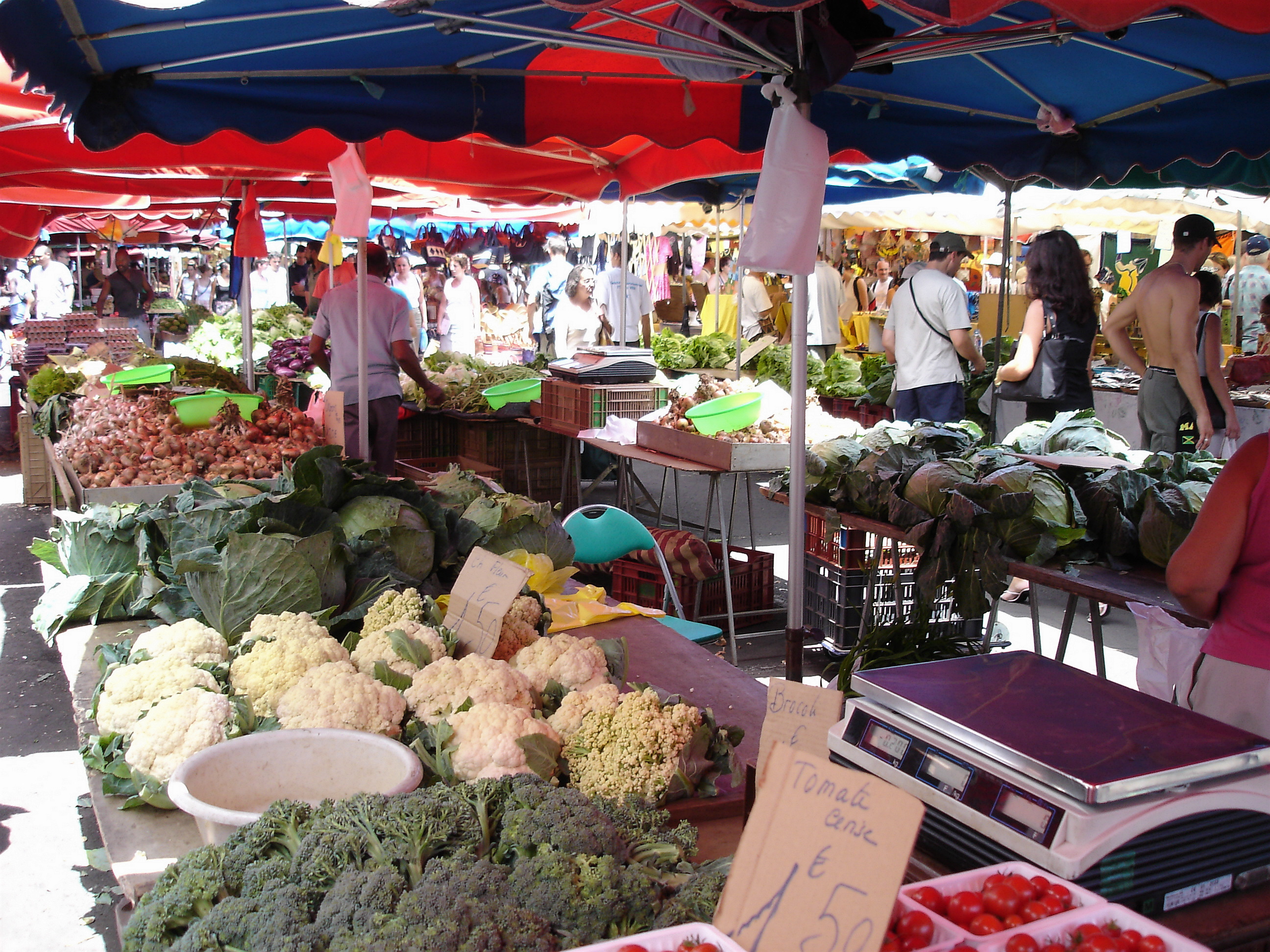
Der Markt von St.Paul

- schöne Villa aus der Kolonialzeit, beherbergt eine alte Franco-chinesische Schule
- Seemannsfriedhof: hier befindet sich das angebliche Grab des letzten französischen Piraten Olivier Levasseur, genannt „La Buse“
- Grotte des Premiers Français, erinnert an die Ankunft der ersten französischen Pioniere
- Tour des Roches, eine Touristenroute
- Strand von Boucan Canot
- Seebad von Saint-Gilles-les-Bains
- Aquarium de La Réunion
- Jardin d’Éden, ein botanischer Garten
- Gipfel des Maïdo
- Musée de Villèle, Museum in historischer Kolonialvilla, mit der Hauskapelle Chapelle Pointue und der Zuckerfabrik Desbassayns

## Sport
Im Ort ist der Fußballverein FC Saint-Pauloise beheimatet und trägt seine Heimspiele im Stade Paul-Julius-Bénard aus.

## Persönlichkeiten
- Eugène Dayot (1810–1852), Dichter und Romanautor
- Célimène Gaudieux (1807–1864), Sängerin und Dichterin
- Charles Leconte de Lisle (1818–1894), Dichter und bedeutender Vertreter der Parnassiens
- Raphaël Mohamed (* 1998), Hürdenläufer
- Évariste de Parny (1753–1814), französischer Dichter
- Blanche Pierson (1842–1919), Schauspielerin
- Franck Schott (* 1970), Schwimmer
- Volcenay Zitte (1891–1919), Verbrecher